# چلشام
چلشام (به انگلیسی: Chelsham) یک روستا در بریتانیا است که در ساری واقع شده‌است.